# 獅子橋 (索菲亞)

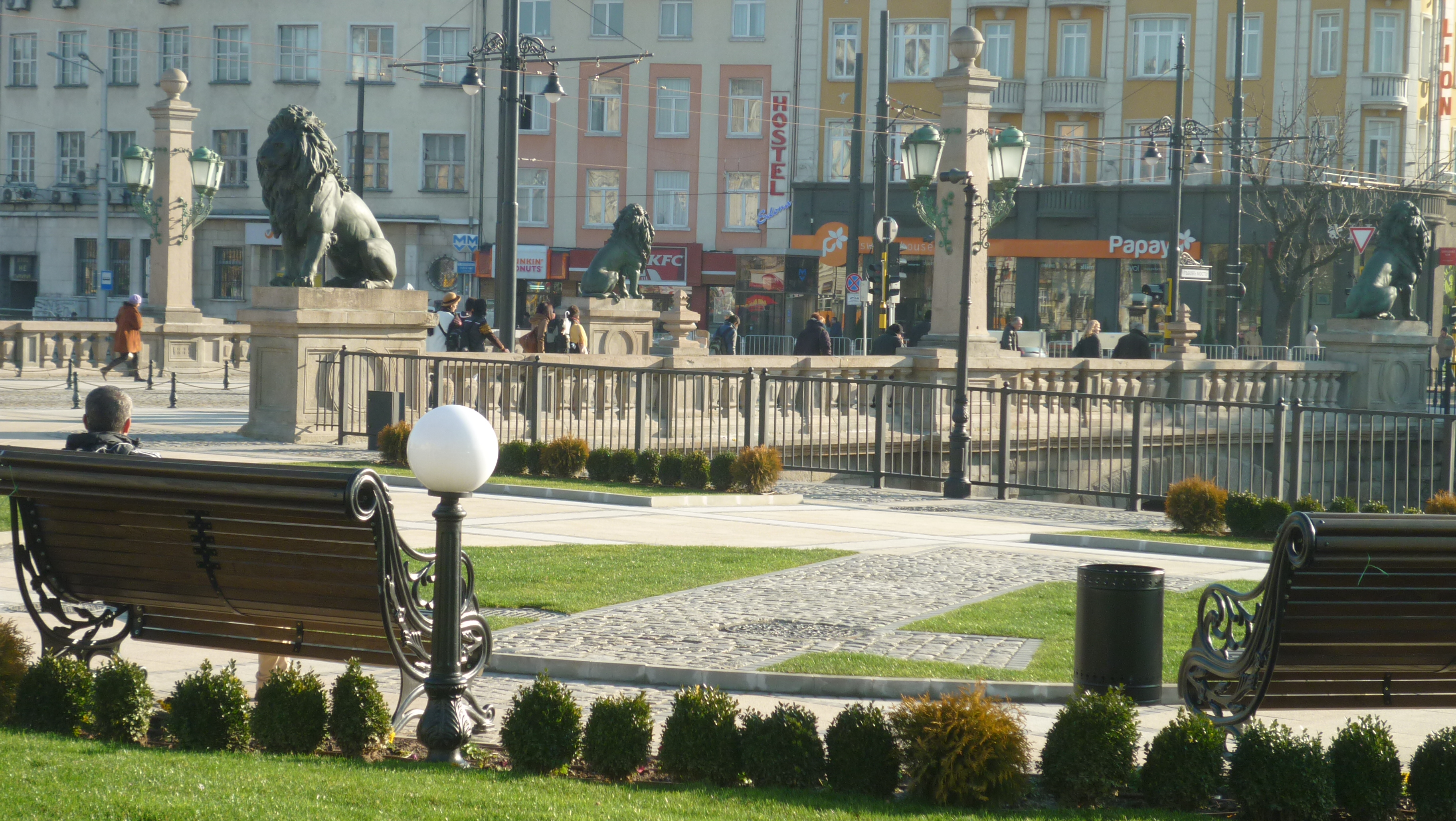
獅子橋

獅子橋是位於保加利亞首都索菲亞市中心的一座橋樑，修建於1889年至1891年期間，設計者有捷克人建築家Václav Prošek，他的兄弟Jozef和堂兄弟Bohdan及Jiří。橋名取自於橋上的四座獅子雕塑。